# 朱慈煥
朱 慈煥（しゅ じかん、1633年 - 1708年）は、明の崇禎帝の第5子。母は田貴妃。明の残党狩りの追及をかわし、70代まで生き延びることができたが、清朝の康熙47年に捕らえられ、「謀反を起こした事実はないが、謀反の心を抱かなかったことはないとはいえない（朱某雖無謀反之事，未嘗無謀反之心）」という理不尽な罪を着せられた結果、凌遅刑を求刑される。最終的に凌遅は免れたが、世を騒がせたのは事実であるとして族滅に処せられた。後年に悼霊王と諡された。

## 生涯

### 捕縛まで
崇禎6年（1633年）に生まれる。明が滅亡した際は11歳だったが、宮殿を落ち延びて流浪の日々を過ごす。13歳の時に鳳陽という土地に辿りつき、その地の郷紳でかつて明の官吏であったと称する王という老人に匿われ、王姓を名乗った。王の病没後は剃髪し、僧籍に入ることで余生を平和に過ごしていたようである。その後、同じく明の官吏であった余姚の胡という人物の娘を妻として迎えて還俗している。胡氏は裕福な家の娘ということもあり教養に秀で、夫婦2人で家で私塾などを開いていたため、家は常に人の出入りが盛んだったという。
しかし康熙44年（1705年）、酔った際に自分の出自を喋ってしまったことから告発を受ける。さらに明の信奉者に勝手連を作られて反乱の象徴に祭り上げられ、身の危険を感じた朱慈煥は逃亡生活に入る。3年後の康熙47年（1708年）に山東で李麗淵という地元豪族に仕えていた所を発見され、審問を受けるために北京に移送された。この時、朱慈煥は既に75歳を過ぎていたが、本人の判決を待たずして息子は流刑に処され、また妻や娘は明帝室のしきたりに倣って自害したという。

### 三大恩
前審として浙江で審問を受けた際、清の取調官の「朝廷は汝が恨みを抱くような処遇はしていないのに、なぜ謀反を企てたのか?」という問いに対して、「私は数十年来、姓名を変え平和に暮らすことだけを望んでいました。清からは三個の大恩を受けており、私はその恩を忘れた日はありません。その私がなぜ謀反をしなければならないのでしょうか」と答えたという。取調官が三個の恩とは何かについて尋ねると、「一つは流賊（李自成）を征伐し自分の仇を討ったこと。二に明の血縁を皆殺しにしなかったこと。三に代々の陵墓を守り、朱氏一門の祭祀を今も継続させていること」を挙げ、さらに「私は既に75歳の高齢で、血気は衰え、髪も髭も白くなり果て、三藩の乱という機会があった時も謀反など企てなかったのに、どうして今頃になって清の安寧を破壊する真似ができましょうか?」と供述したという。

### 未嘗無謀反之心
取調官たちは朱慈煥の弁明に全く納得せず、康煕帝に「かれが謀反を起こした事実はありませんが、謀反の心を抱かなかったことがないとはいえず、これだけでも死罪に値します。さらに、明の皇子を騙り世を騒がせた罪は凌遅に値するでしょう」と上奏した。康煕帝は凌遅に反対したが、明朝の遺児を奉った反乱(朱三太子案)が続発している事実を重く受け止め、斬首刑の裁可を下した。これに基づき朱慈煥は首を刎ねられ、その子と孫を含む一族もことごとく斬首された。これにより、崇禎帝の末裔は断絶した。ただし、太祖洪武帝の男系子孫が全滅したわけではなく、子孫の中には清朝に仕え明の祭祀を許された者や、朱慈煥のようなボロを出さず残党狩りを逃げ切った者が複数存在し、現在もその血を受け継いでいる。
なお朱慈煥を召し抱えていた李麗淵も「正体を知らなかったはずはない」として連座による族滅の危機に陥ったが、彼らが反乱を企てていないことは明白であったことから、博坡への流罪に軽減された。

## 家族

### 妻妾
- 正妻：胡氏
- 妾1人

### 兄弟
1. 献愍太子朱慈烺
2. 懐隠王朱慈烜
3. 定哀王朱慈炯
4. 永悼王朱慈炤
5. 悼懐王朱慈燦
6. 悼良王

### 子女
- 朱和（兟の下に土）（朱曾裕の父）、朱和峚、朱和𡈼、朱和在、朱和堃
- 3人の女子

### 孫
- 朱曾裕（（朱和（兟の下に土）の息子）